# Isabel Ndiaye
Isabel Kille Ndiaye (født 1. august 1988, i Århus) er dansk børne tv-vært. Isabel debuterede som børne-vært på SommerSummarum 2017 og har efterfølgende lavet  programmerne Hemmelige Dyr (DR Ramasjang - sæson 1. og 2.) og Isabel og den skjulte skat (Børnenes U-landskalender 2018, DR og Dansk Flygtningehjælp i Jordan).

Isabel Kille har skrevet og sunget temasangen fra Hemmelige Dyr og udgav i oktober 2018 i samarbejde med Danmarks Radio og Nexus singlen "Jordan kalder",  som er temasangen for årets ulandskalender.
Isabel Kille er uddannet fra Københavns Universitet med en kandidatgrad i Film- og medievidenskab, samt en kandidatgrad fra the National Film and Television School UK (NFTS) som tv-instruktør.